# 被甲目
被甲目（ひこうもく、Cingulata）は、哺乳綱に分類される目。現生群を総称してアルマジロ（犰狳、帯獣、armadillo）という。

## 分布
北アメリカ南部からアルゼンチンにかけて分布している。

## 形態
最大種はオオアルマジロで体長75-100cm。尾長50cm。体重30kg。最小種はヒメアルマジロで体長10cm。尾長3cm。体重0.1kg。
体の内側を除く全身は、皮膚が変化した骨状の板（鱗甲板）で形成された甲皮で覆われる。アルマジロ （Armadillo）という英名はスペイン語で「武装したもの」を意味する armado に由来する。時には銃弾を跳ね返すほどの硬度も有している。一般には、敵に出会うと丸まってボール状の形になり身を守ると言われるが、完全なボール状になることができるのはミツオビアルマジロ属 Tolypeutes の「マタミツオビアルマジロ」と「ミツオビアルマジロ」の2種だけである。

## 分類
2016年に分子系統解析から45,000,000年前に分岐し遺伝的距離が大きい（他の現生する異節類の科よりも分岐年代が古い）という解析結果が得られたため、旧アルマジロ科DasypodidaeをChlamyphoridaeとDasypodidaeの2科に分割する説が提唱された
以下の現生の分類群は、Gibb et al. (2016) に従う。和名は川田ら(2018)に従う。英名はGardner(2005)に従う。
- Chlamyphoridae科
  - Chlamyphorinae亜科
    - チャコアルマジロ属 Calyptophractus
      - Calyptophractus retusus チャコアルマジロ Greater fairy armadillo

    - ヒメアルマジロ属 Chlamyphorus
      - Chlamyphorus truncatus ヒメアルマジロ Pink fairy armadillo

  - ムツオビアルマジロ亜科 Euphractinae
    - ケナガアルマジロ属 Chaetophractus
      - Chaetophractus nationi ペルーケナガアルマジロ Andean hairy armadillo
      - Chaetophractus vellerosus ケナガアルマジロ Screaming hairy armadillo
      - Chaetophractus villosus アラゲアルマジロ Big hairy armadillo

    - ムツオビアルマジロ属 Euphractus
      - Euphractus sexcinctus ムツオビアルマジロ Six-banded armadillo

    - ピチアルマジロ属 Zaedyus
      - Zaedyus pichiy ピチアルマジロ Pichi

  - ミツオビアルマジロ亜科 Tolypeutinae
    - Priodontini族
      - スベオアルマジロ属 Cabassous
        - Cabassous centralis パナマスベオアルマジロ Northern naked-tailed armadillo
        - Cabassous chacoensis チャコスベオアルマジロ Chacoan naked-tailed armadillo
        - Cabassous tatouay オオスベオアルマジロ Greater naked-tailed armadillo
        - Cabassous unicinctus スベオアルマジロ Southern naked-tailed armadillo

      - オオアルマジロ属 Priodontes
        - Priodontes giganteus オオアルマジロ Giant armadillo

    - Tolypeutini族
      - ミツオビアルマジロ属 Tolypeutes
        - Tolypeutes matacus マタコミツオビアルマジロ Southern three-banded armadillo
        - Tolypeutes tricinctus ミツオビアルマジロ Brazilian three-banded armadillo

- Dasypodidae科
  - ココノオビアルマジロ属 Dasypus
    - Dasypus hybridus ムリタアルマジロ Southern long-nosed armadillo
    - Dasypus kappleri ヤツオビアルマジロ Greater long-nosed armadillo
    - Dasypus novemcinctus ココノオビアルマジロ Nine-banded armadillo
    - Dasypus pilosus ムクゲアルマジロ Hairy long-nosed armadillo
    - Dasypus sabanicola コムクゲアルマジロ Llanos long-nosed armadillo
    - Dasypus septemcinctus ナナツオビアルマジロ Seven-banded armadillo
    - Dasypus yepesi イエペスアルマジロ Yepes's mulita

南アメリカ大陸は白亜紀末に一時的に北アメリカ大陸と陸続きになっていたものの、それを除けばジュラ紀末に北アメリカ大陸、白亜紀中頃にアフリカ大陸、古第三紀の始新世の末頃に南極大陸と別れ、新第三紀の鮮新世まで孤立し続けていた。被甲目はこの期間に進化を遂げたのである。ただしその起源は明らかになっておらず、約1億2000万年前の前期白亜紀に原始的な真獣類から枝分かれした系統の1つの子孫であると考えられている。その系統はやがて異節類となり、有毛目と枝分かれした。
化石分類群としてはペルテフィルス科、パンパテリウム科、パレオペルティス科がいた。グリプトドン亜科はかつて科とされていたがChlamyphoridae科に含まれる亜科となった。

## 生態
夜行性で、主に嗅覚に頼って餌を探し、シロアリなどの昆虫やミミズ、カタツムリ、ヘビなどの小動物を主に食べているが、トウモロコシなど植物質の餌を食べることもある。敵に襲われると手足を引っ込め、硬い甲羅で身を守る。地下に穴を掘って巣を作り、暑い日中は巣穴の中で眠って過ごす。睡眠時間は非常に長く、1日平均18時間に及ぶ。同じ異節上目に属するアリクイと同様に粘着力のある長い舌を持ち、シロアリやアリを効率良く舐め取って食べることができる。前足には長く鋭い爪があり、穴掘りに適した体の構造になっている。

## 人間との関係
もともとは南アメリカ大陸の生物であると思われるが、最近では北アメリカ大陸でも見かけるようになりアメリカ合衆国南部では一般的に見かけられるようになってきている。また、ペットとして飼育される事例も多く、意外と人になつく生き物でもある。一方、穴を掘るという性質から、農地や庭を荒らす害獣と認識され、駆除の対象ともなる。前述の通り野生では地下に穴を掘って巣を作り、その中で寝ているが、飼育下では無防備にあお向けになって寝る。
南米では、アルマジロの肉を食用としているほか、甲羅はチャランゴなどの楽器の材料に使われている。アンデス地方の先住民族であるケチュア族の言葉ではケナガアルマジロを「キルキンチョ（quirquincho / kirkincho）」もしくは「キルキンチュ（quirquinchu / kirkinchu）」と呼び、ボリビアやペルーではこの名前で呼ばれることが多い。フォルクローレの里として有名なボリビアのオルロでは、自分たちのことを「キルキンチョ」と自称するほど親しまれた動物である。
オルロやラパスなどのアンデス地方の都市でカルナバル（カーニバル）の際によく踊られる「モレナダ」と呼ばれる踊りでは、手にアルマジロの胴体で作ったリズム楽器を持つことがあり、この楽器は「マトラカ（matraca）」と呼ばれる。中に鉄板をはめ込んだアルマジロの胴体に棒をつけ、棒を持って振り回すと鉄板がガリガリと音を出すようになっている。近年のカルナバルでは、本物のアルマジロを使う代わりに、同様のものを木などで作ることの方が多い。踊り手たちが所属するグループを示すものの形をしたマトラカ（運送業者のグループならばトラック型のマトラカなど）を持って踊ることもある。
アルマジロは人間以外の自然動物で唯一ハンセン病に感染、発症する動物であるため、ハンセン病の研究に用いられてきた。
アルマジロはテキサス州の州の動物である。
テネシー州では野生のアルマジロが増えすぎてしまい、狩猟免許を持っていれば狩猟して食肉として食べて良いことになっている。
中国では犰狳とよばれ、「犰」という文字は狐や狸と同じ特定の動物一種だけを表す漢字であり、一文字だけでアルマジロを意味して山海経の東山経二経に妖怪として載っている。
日本でも個人でペットとして飼育することが可能である。特に法令による規制は受けていないので、許可や登録などの義務は無い。ツチノコの正体という説がある。